# Marcia Tiburi
Márcia Angelita Tiburi (Vacaria, 6 de abril de 1970) é uma filósofa, artista plástica, professora universitária, escritora e política brasileira, filiada ao Partido dos Trabalhadores (PT).

## Formação, carreira e publicações
Descendente paterna de italianos, Graduou-se em Filosofia, pela Pontifícia Universidade Católica do Rio Grande do Sul (1990), e em artes plásticas, pela Universidade Federal do Rio Grande do Sul (1996), é mestre em Filosofia pela Pontifícia Universidade Católica do Rio Grande do Sul (1994, com a dissertação Crítica da Razão e Mímesis no pensamento de Th. W. Adorno, sob a orientação de Hans-Georg Flickinger) e doutora em Filosofia pela Universidade Federal do Rio Grande do Sul (1999, com a tese Dialética Negativa: superação negativa e a transformação da filosofia em Theodor W. Adorno, sob a orientação de Álvaro luiz Montenegro Valls) com ênfase em Filosofia Contemporânea. Seus principais temas são ética, estética, filosofia do conhecimento e feminismo. Realizou atividades de pós-doutorado em Artes pelo Instituto de Artes da UNICAMP. É professora da Universidade Paris 8 (Vincennes-Saint-Denis), bolsista do Programa Pause e do Artist Protection Fund.
Publicou livros de filosofia, entre eles a antologia As Mulheres e a Filosofia e O Corpo Torturado, além de Uma outra história da razão. Pela Editora Escritos, publicou, em co-autoria, Diálogo sobre o Corpo, em 2004, e individualmente Filosofia Cinza - a melancolia e o corpo nas dobras da escrita. Em 2005 publicou Metamorfoses do Conceito e o primeiro romance da série Trilogia Íntima, Magnólia, que foi finalista do Prêmio Jabuti em 2006. No mesmo ano lançou o segundo volume A Mulher de Costas. Escreve também para jornais e revistas especializados, assim como para a grande imprensa.
Márcia Tiburi fez parte do elenco do programa de televisão Saia Justa, do canal por assinatura GNT de 2005 a 2010. Uma de suas experiências no programa resultou no livro Olho de Vidro: A Televisão e o Estado de Exceção da Imagem, um estudo que faz análise da experiência visual a questões como alienação e hiperexposição na mídia. Em 2012 publica o romance Era Meu esse Rosto pela Editora Record e os livros Diálogo/Dança e Diálogo/Fotografia pela editora do SENAC-SP.
Atualmente ministra aulas nos cursos livres de filosofia e nos laboratórios de escrita criativa da Escola Passagens no Rio de Janeiro. Integra o conselho editorial do Brasil 247.

## Candidatura ao governo do Rio de Janeiro em 2018
Marcia Tiburi filiou-se ao Partido dos Trabalhadores (PT) no dia 6 de março de 2018 após almoço com o ex-presidente Luiz Inácio Lula da Silva. Anteriormente, a filósofa fez parte dos quadros do Partido Socialismo e Liberdade (PSOL) entre 2013 e 2017. Em maio de 2018, membros do PT decidiram que Marcia Tiburi seria a candidata da legenda ao Governo do Estado do Rio de Janeiro nas eleições de 2018 no lugar de Celso Amorim que, até então, era apontado como o candidato a governador do Rio de Janeiro do partido. A pré-candidatura de Marcia à sucessão de Luiz Fernando Pezão foi homologada no dia 15 de junho de 2018 em reunião do diretório regional do PT.
A filósofa foi confirmada como candidata do Partido dos Trabalhadores (PT) ao Governo do Estado do Rio de Janeiro na convenção estadual da legenda, realizada no dia 1º de agosto de 2018 na sede da Associação Brasileira de Imprensa (ABI), situada no bairro carioca do Centro. Na mesma ocasião, o então senador Lindberg Farias foi apresentado como candidato do PT à reeleição para a 56ª legislatura (2019–2023) do Senado Federal do Brasil. No 1º turno, Marcia Tiburi obteve 447.376 votos (5,85% do total de votos válidos), ficando de fora do segundo turno e não se elegendo ao cargo disputado.

## Imagem pública

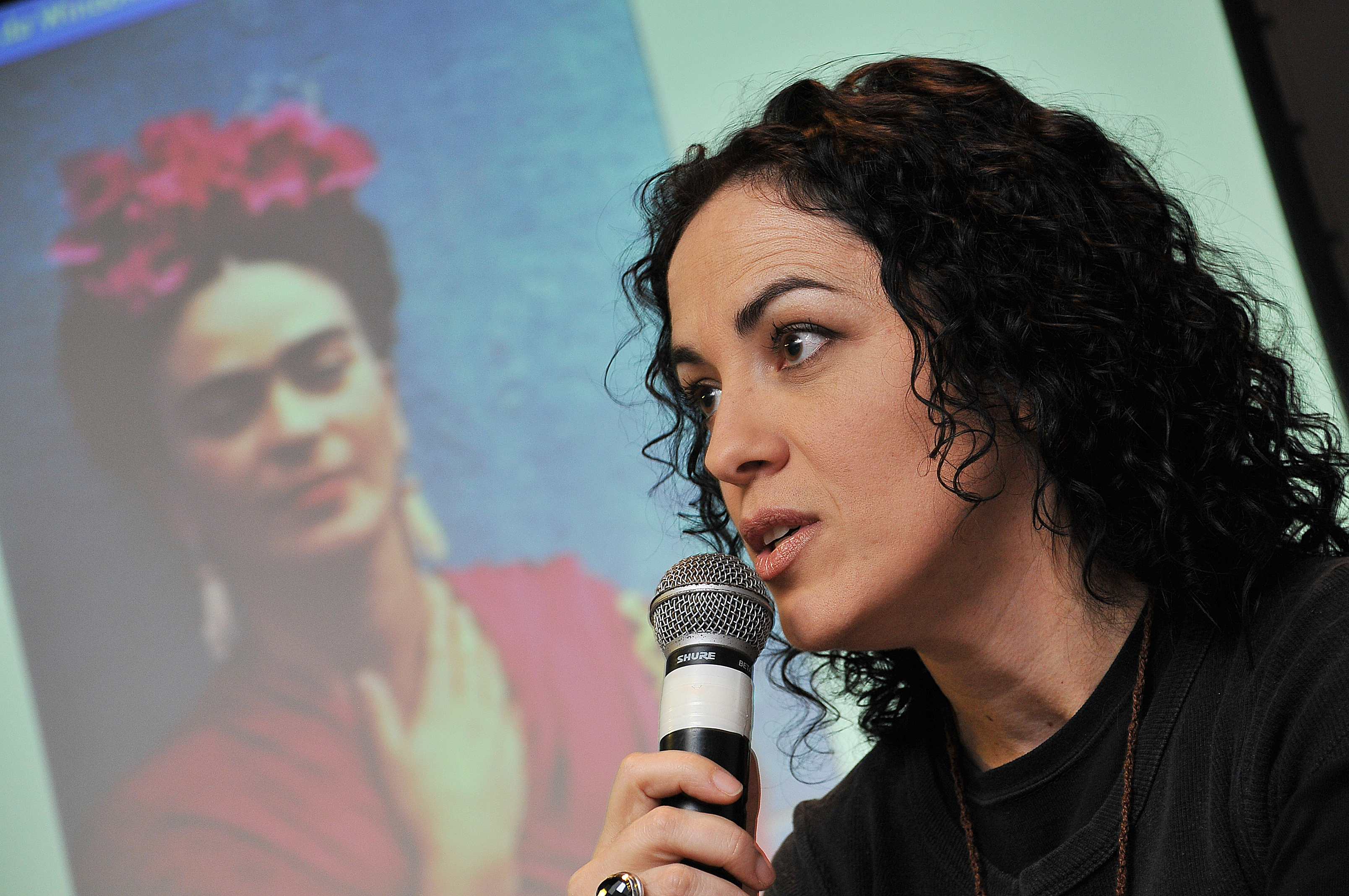
Em Caxias do Sul, no programa de televisão Café Filosófico, em 17.09.2008.

Em entrevista de 2015 a programa da TV Brasil, a autora foi indagada sobre qual seria a solução para os altos índices de criminalidade no Brasil, o que a princípio gerou riso na entrevistada, que ironizou ser alvo de tal questionamento e afirmou ter posições divergentes do consenso da população dentro do assunto. Perguntada pelos apresentadores se seria favorável a pena de morte ou tráfico de drogas, ela negou, exemplificando que em relação aos assaltos haveria uma motivação lógica, condenável mas compreensível frente as injustiças sociais. Posteriormente, a filósofa relatou que passou a ser alvo de xingamentos por essa fala, que, segundo ela, havia sido editada e descontextualizada para "iludir pessoas que foram levadas a perder o senso crítico".
Em janeiro de 2018, a filósofa abandonou um programa na Rádio Guaíba ao ser surpreendida pela entrada de Kim Kataguiri e membros do Movimento Brasil Livre para um debate, cuja presença não lhe foi informada. Posteriormente, Tiburi explicou-se, dizendo que tinha o direito de "não legitimar como interlocutor pessoas que agem com má fé contra a inteligência do povo brasileiro".

## Autoexílio
Tiburi deixou o Brasil após sofrer ameaças de morte. Em 2019, durante entrevista ao jornal Valor Econômico, ela declarou se encontrar em Pittsburgh, nos Estados Unidos, vivendo na City of Asylum, instituição que oferece acolhida e segurança a escritores ameaçados de todo o mundo. Márcia deixou o Brasil em dezembro de 2018 e seguiu para os EUA com visto de turismo. Nos dias seguinte, embarcou para a França, onde, afirma, tem condições de ficar de forma permanente, já que também é cidadã italiana. Tiburi conta quais foram os motivos de ter ido embora e encarado o autoexílio: "Saí porque estava com muito medo das ameaças, do que estava ocorrendo com o Brasil e do que estava ocorrendo comigo", disse, "Nas redes você encontra muita gente dizendo que vai me matar, que vai dar um tiro em mim, que vai acabar comigo. Também vinham ameaças diretamente por e-mail, SMS, WhatsApp. Fui colocada num grupo com dez caras sinistros que tinha uma foto do Bolsonaro com uma faca. Também recebia ameaças na rua. Não podia mais sair de casa, ir à farmácia, ir a uma padaria. Chega um desconhecido, esbarra e diz: 'Eu sou fascista com muito orgulho, você se cuide'. Um outro se aproxima e fala: 'Cuidado, na próxima vez que eu te encontrar eu acabo com você.'"
Depois de mencionar outras personalidades que deixaram o país devido a ameaças, como a pesquisadora Debora Diniz, da UnB, e o próprio jornalista, professor e político brasileiro Jean Willys, Tiburi afirmou que não tem data para voltar para o Brasil. "Fico [fora] até o Brasil voltar em si", disse.
Tiburi também está escrevendo um novo livro, um ensaio sobre o poder, com base na sua experiência política. Em Delírio do poder – Psicopoder e loucura coletiva na era da desinformação, Tiburi analisa como a intensificação da lógica neoliberal afeta as instâncias políticas – subjetivas e institucionais – que deveriam assegurar uma vida digna a todos. A partir de fatos públicos e vivências pessoais, a filósofa reflete sobre questões políticas, incluindo sua experiência como candidata ao governo do estado do Rio de Janeiro em 2018 e a avalanche de fake news da qual também foi vítima.
Atualmente Tiburi reside na França, onde realiza atividades de ensino e pesquisa, sendo membro associado do Laboratoire d'études et de recherches sur les Logiques Contemporaines de la Philosophie da Universidade Paris 8 (Vincennes – Saint-Denis) e bolsista do programa PAUSE (Programme national d’Accueil en Urgence des Scientifiques en Exil), do Collège de France, e do Artist Protection Fund, da Andrew W. Mellon Foundation.

## Lista de obras
- Complexo de Vira-Lata: Análise da Humilhação Brasileira. Rio de Janeiro: Civilização Brasileira, 2021.
- Como derrotar o turbotecnomachonazifascismo. Rio de Janeiro: Record, 2020.
- Delírio do poder – Psicopoder e loucura coletiva na era da desinformação. Rio de Janeiro: Record, 2019.[28]
- Feminismo em comum:  para todas, todes e todos. Rio de Janeiro: Rosa dos Tempos, 2018.
- Ridículo Político: uma investigação sobre o risível, a manipulação da imagem e o esteticamente correto. Rio de Janeiro: Record, 2017.[32]
- Como Conversar com Um Fascista - Reflexões sobre o cotidiano autoritário brasileiro. São Paulo: Record, 2015.[33]
- Filosofia prática: Ética, vida cotidiana, vida virtual. São Paulo: Record, 2014.
- Diálogo/Dança. São Paulo: Senac, 2012. (Com T. Rocha)
- Olho de vidro - A televisão e o estado de exceção da imagem. Rio de Janeiro: Record, 2011.
- Filosofia pop. São Paulo: Bregantini, 2011.
- Diálogo/Desenho. São Paulo: SENAC, 2010. (Com Fernando Chuí Menezes)
- Filosofia bricante. Rio de Janeiro: Record, 2010. (Com Fernando Chuí Menezes)
- Filosofia em Comum - Para ler junto. Rio de Janeiro: Record, 2008.
- Metamorfoses do Conceito - Ética e Dialética Negativa em Theodor Adorno. Porto Alegre: Editora da UFRGS, 2005.
- Diálogo sobre o Corpo. Porto Alegre: Escritos, 2004. (Com Ivete Keil)
- Filosofia Cinza - A Melancolia e o Corpo nas Dobras da Escrita. Porto Alegre: Escritos, 2004.
- Uma Outra História da Razão. São Leopoldo: UNISINOS, 2003.[34]
- Crítica da Razão e Mímesis no pensamento de Th.W. Adorno. Porto Alegre: EDPUCRS, 1995.[35]

### Como organizadora
- Seis leituras sobre a dialética do conhecimento. Ijuí: Unijuí, 2009. (Com R.A.P. Duarte)
- Maria Tomaselli. São Paulo, 2009. (Com D. Mattar)
- O Corpo Torturado. Porto Alegre: Escritos, 2004. (Com Ivete Keil)
- As Mulheres e a Filosofia. São Leopoldo: UNISINOS, 2002. (Com E. Eggert e M. Menezes)

### Romances
- Magnólia - Trilogia Íntima Vol. 1. Rio de Janeiro: Bertrand Brasil, 2005.
- A Mulher de Costas - Trilogia Íntima Vol. 2. Rio de Janeiro: Bertrand Brasil, 2006.
- O Manto - Trilogia Íntima Vol. 3. Rio de Janeiro: Bertrand Brasil, 2009.
- Era Esse Meu Rosto. Rio de Janeiro: Record, 2012.
- Uma Fuga Perfeita É Sem Volta. Rio de Janeiro: Record, 2016.
- Sob os Pés, Meu Corpo Inteiro. Rio de Janeiro: Record, 2018.